# Liolaemus montanezi
Espèce
Liolaemus montanezi est une espèce de sauriens de la famille des Liolaemidae.

## Répartition
Cette espèce est endémique de la province de San Juan en Argentine.

## Étymologie
Cette espèce est nommée en l'honneur d'Alvaro Montañez.

## Publication originale
- Cabrera & Monguillot, 2006 : A new Andean species of Liolaemus of the darwinii Complex (Reptilia: Iguanidae). Zootaxa, no 1106, p. 35-43.